# 罗伯特·史密斯 (内阁成员)
罗伯特·史密斯（英語：Robert Smith，1757年11月3日—1842年11月26日），美国政治家，曾任美国海军部长（1801年-1809年）和美国国务卿（1809年-1811年）。
| 前任： 詹姆斯·麦迪逊   | 美国国务卿 1809年-1811年   | 繼任： 詹姆斯·门罗   |
| 前任： 本杰明·斯托德特 | 美国海军部长 1801年-1809年 | 繼任： 保罗·汉密尔顿 |